# Caverna do Apocalipse
A Caverna do Apocalipse encontra-se no meio de uma montanha, na ilha grega de Patmos, próxima à estrada que liga as cidades de Chora e Skala. Acredita-se que esta caverna marca o lugar em que João de Patmos recebeu as revelações que transcreveu para o livro do Apocalipse no Novo Testamento.

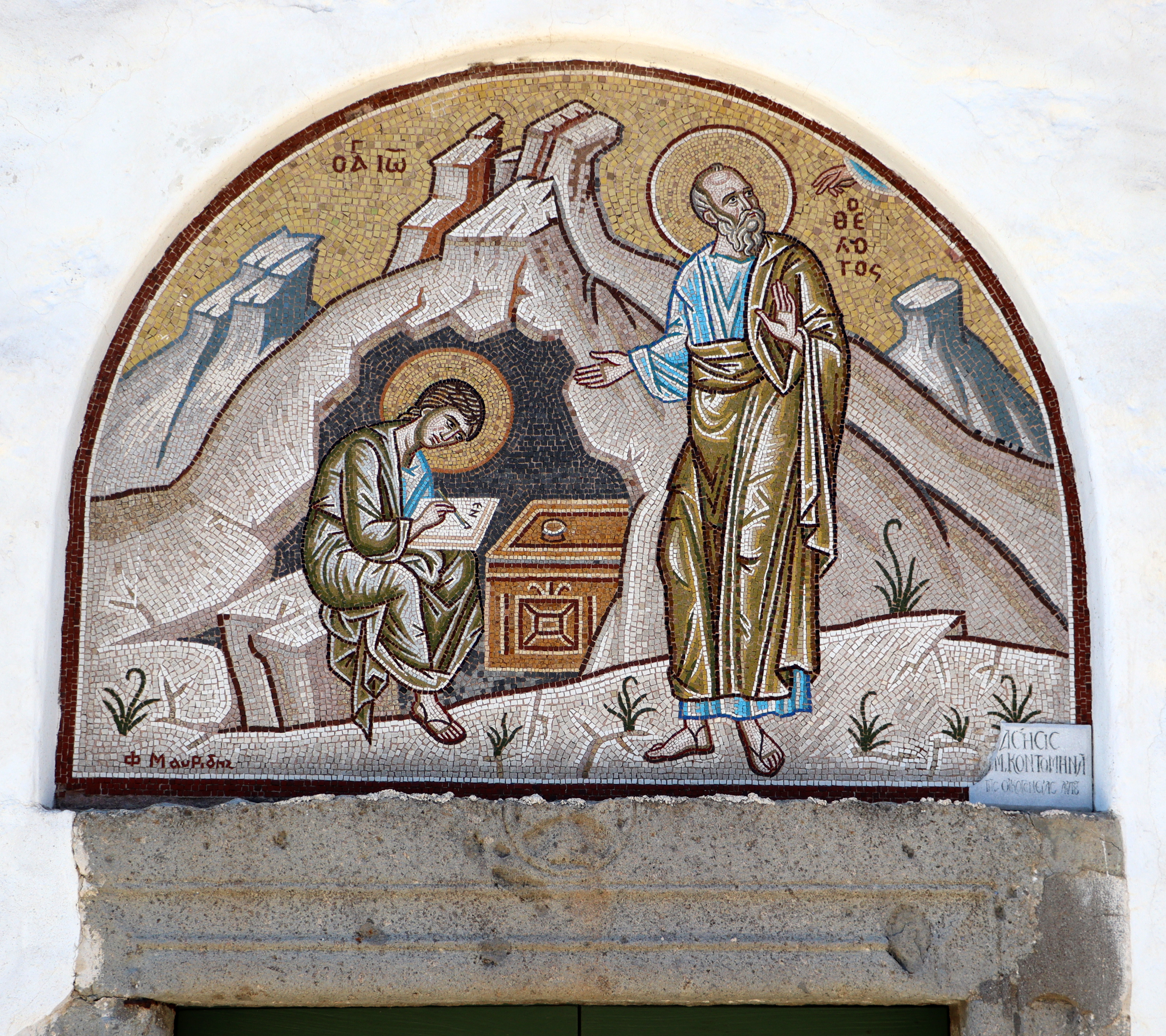
Mosaico na entrada da caverna representando João de Patmos (à direita) e seu discípulo Prócoro, que transcreveu as visões descritas por João.

Em 1999, a UNESCO declarou a caverna junto com o Mosteiro de São João, o Teólogo Patrimônio Mundial.